# Ibom Air
Ibom Air è una compagnia aerea nigeriana di proprietà del governo dello Stato di Akwa Ibom.

## Storia
La compagnia aerea ha iniziato a operare il 7 giugno 2019, quando un Bombardier CRJ900 è decollato dall'aeroporto Internazionale Victor Attah (IATA: QUO) di Uyo, con funzionari governativi a bordo, in direzione dell'aeroporto Internazionale Murtala Muhammed di Lagos. Akwa Ibom è il primo Stato del Paese a possedere una compagnia aerea.
Nel maggio 2021, la compagnia aerea ha anche firmato il primo accordo di codeshare nazionale della Nigeria con Dana Air. Obi Mbanuzuo, COO di Dana Air, ha dichiarato che l'accordo è "il primo del suo genere per le compagnie aeree nazionali in Nigeria". Mbanuzuo ha aggiunto: "Speriamo che questa partnership costituisca un precedente positivo per il bene del settore".

## Flotta

### Flotta attuale
Ad agosto 2024 la flotta di Ibom Air è così composta:

### Flotta storica
Nel corso dagli anni, Ibom Air ha operato con i seguenti aeromobili: